# Orifarm
Die Orifarm GmbH, ehemals Pharma Westen, ist ein Arzneimittelimporteur mit Sitz in Leverkusen. Sie gehört seit 2005 zur dänischen Orifarm-Gruppe, dem führenden Arzneimittelimporteur in Europa. Der Namen des Unternehmens setzt sich aus „Ori“ für Original und „farm“ für pharmazeutische Produkte zusammen. Als Arzneimittelimporteur führt das Unternehmen Originalarzneimittel aus EU-Staaten mit niedrigerem Preisniveau nach Deutschland ein. Hier sind die Originalarzneimittel dann oft zu einem günstigeren Preis als für den deutschen Markt hergestellte Medikamente erhältlich.
Das Produktportfolio der Orifarm GmbH umfasst derzeit fast 1.200 Präparate, darunter Rx- und OTC-Präparate sowie Diagnostika und Betäubungsmittel. Das Unternehmen erwirtschaftet einen jährlichen Umsatz von ca. 330 Millionen Euro und beschäftigt ca. 150 Mitarbeiter.

## Geschichte
Am 5. Oktober 1984 wurde die Orifarm GmbH unter dem Namen Pharma Westen von Hans Dieter Ohrem und Dietmar Westen in Leverkusen gegründet. 1993 verkaufte Dietmar Westen seine Anteile an die Familie Lidl (keine Verbindung zur gleichnamigen Supermarktkette). Wenige Jahre später war Pharma Westen 1995 der erste gelistete Arzneimittelimporteur im Großhandel, nachdem das Bundeskartellamt den Großhandel verpflichtet hatte, auch Importeure zu listen. Im Juni 1999 fand ein Wechsel in der Geschäftsführung statt und Frank Nauert wurde neuer Geschäftsführer der Pharma Westen GmbH. Hans Dieter Ohrem verkaufte seine Gesellschafteranteile im gleichen Jahr an die Familie Lidl. Im Dezember 2005 übernahm die dänische Orifarm-Gruppe die Anteile der Familie Lidl. 2012 wird Frank Nauert in der Geschäftsführung von Ansgar Eschkötter abgelöst. Im März 2014 fand die Umbenennung von Pharma Westen in Orifarm GmbH statt, wodurch auch namentlich kenntlich gemacht wurde, dass das Unternehmen zur Orifarm-Gruppe gehört. Auf Ansgar Eschkötter folgte ab Oktober 2014 Martin Lisker als neuer Geschäftsführer und Vice President Marketing und Sales der Orifarm GmbH. Ende November 2016 verließ Martin Lisker das Unternehmen. Erik Sandberg, seit 2014 zweiter Geschäftsführer der Orifarm GmbH, blieb Geschäftsführer und wird künftig wieder von Frank Nauert unterstützt, der bereits zwischen 1999 und 2012 mehr als 13 Jahre Geschäftsführer des Unternehmens war. Im Mai 2019 übernahm Thomas Brandhof die Geschäftsführung von Erik Sandberg und wird weiterhin von Frank Nauert unterstützt.